# Pierwotny Kościół Chrześcijan Adwentystów
Pierwotny Kościół Chrześcijan Adwentystów – wspólnota Chrześcijan Adwentystów, którzy oddzielili się od Kościoła Chrześcijan Adwentystów. Oba kościoły mają wspólną historię. Adwentyści, którzy przyjęli naukę o warunkowej nieśmiertelności i śmierci pojmowanej jako sen, stworzyli w Salem, w stanie Massachusetts w roku 1860 Stowarzyszenie Chrześcijan Adwentystów.
Podobnie, jak pierwotni baptyści, Pierwotny Kościół Chrześcijan Adwentystów wykorzystał przymiotnik pierwotny aby podkreślić, że reprezentuje on pierwotne nauczanie Kościoła. Od Kościoła Chrześcijan Adwentystów różni się w dwóch punktach: członkowie przestrzegają obrzędu umywania nóg przed Wieczerzą Pańską oraz nauczają o konieczności ponownego przyjmowania chrztu przez osoby, które kiedyś już przyjęły chrzest, lecz odstąpiły od Boga.
Urzędnikami w Pierwotnym Kościele Chrześcijan Adwentystów są pastorzy, starsi zboru i diakoni. Konferencja Kościoła zjeżdża się raz do roku.
Kościół posiada 345 członków w 10 zborach (dane z 1993 r.). Wszyscy mieszkają w Wirginii Zachodniej.